# AVENGE WORLD/世界は疵を抱きしめる
「AVENGE WORLD/世界は疵を抱きしめる」（アヴェンジ・ワールド/せかいはきずをだきしめる）は、鈴木このみの5枚目のシングル。2013年11月27日にメディアファクトリーから発売された。

## 音楽性
1曲目の「AVENGE WORLD」は、テレビアニメ『フリージング ヴァイブレーション』のオープニングテーマに起用された。1stシングル「CHOIR JAIL」の様なシンフォニック・メタル調の曲で、サビではライブ感も反映されている。歌詞には「戦いたくない」という思いと「戦わなければならない運命」との葛藤が表現されている。
2曲目の「世界は疵を抱きしめる」は、同アニメのエンディングテーマに起用された。透明感のある明るくて前向きな曲調に仕上がっている。

## シングルリリース
2013年11月27日にメディアファクトリーから発売された。鈴木のシングルとしては前作「私がモテないのはどう考えてもお前らが悪い/Tears BREAKER」から約3か月ぶりのリリースとなる。
カップリング曲「シャントラ -絶対依存の歌姫- より Op.0」は、鈴木と囚人によるユニット「Chant-LA」の第1弾楽曲であり、鈴木を題材とした「歌姫」の活躍を描いた長大な楽曲である。2012年に行われた鈴木のライブに衝撃を受けたのが制作のきっかけだという。ちなみに「Chant-LA」は、英語の「Chant」にフランス語のChantrapasと女性名詞である「La」を掛け合わせた造語である。なお、楽曲の元となった作品『シャントラ-絶対依存の歌姫-』は、12月14日から『月刊コミックジーン』にて木虎こんによる漫画版の連載も行われている。

## シングル収録内容
（全作曲・編曲：囚人）
1. AVENGE WORLD [4:00]
  - 歌：鈴木このみ
  - 作詞：畑亜貴
  - テレビアニメ『フリージング ヴァイブレーション』オープニングテーマ
2. 世界は疵を抱きしめる [3:59]
  - 歌：鈴木このみ
  - 作詞：畑亜貴
  - テレビアニメ『フリージング ヴァイブレーション』エンディングテーマ
3. シャントラ -絶対依存の歌姫- より Op.0 [9:21]
  - 歌：Chant-LA
  - 作詞：囚人
4. AVENGE WORLD（Instrumental）
5. 世界は疵を抱きしめる（Instrumental）

## チャート
| チャート（2013年）                                 | 最高位 |
| -------------------------------------------------- | ------ |
| オリコン                                           | 47     |
| Billboard JAPAN Hot Singles Sales                  | 47     |
| Billboard JAPAN Top Independent Albums and Singles | 22     |